# Pfarrkirche Auffach

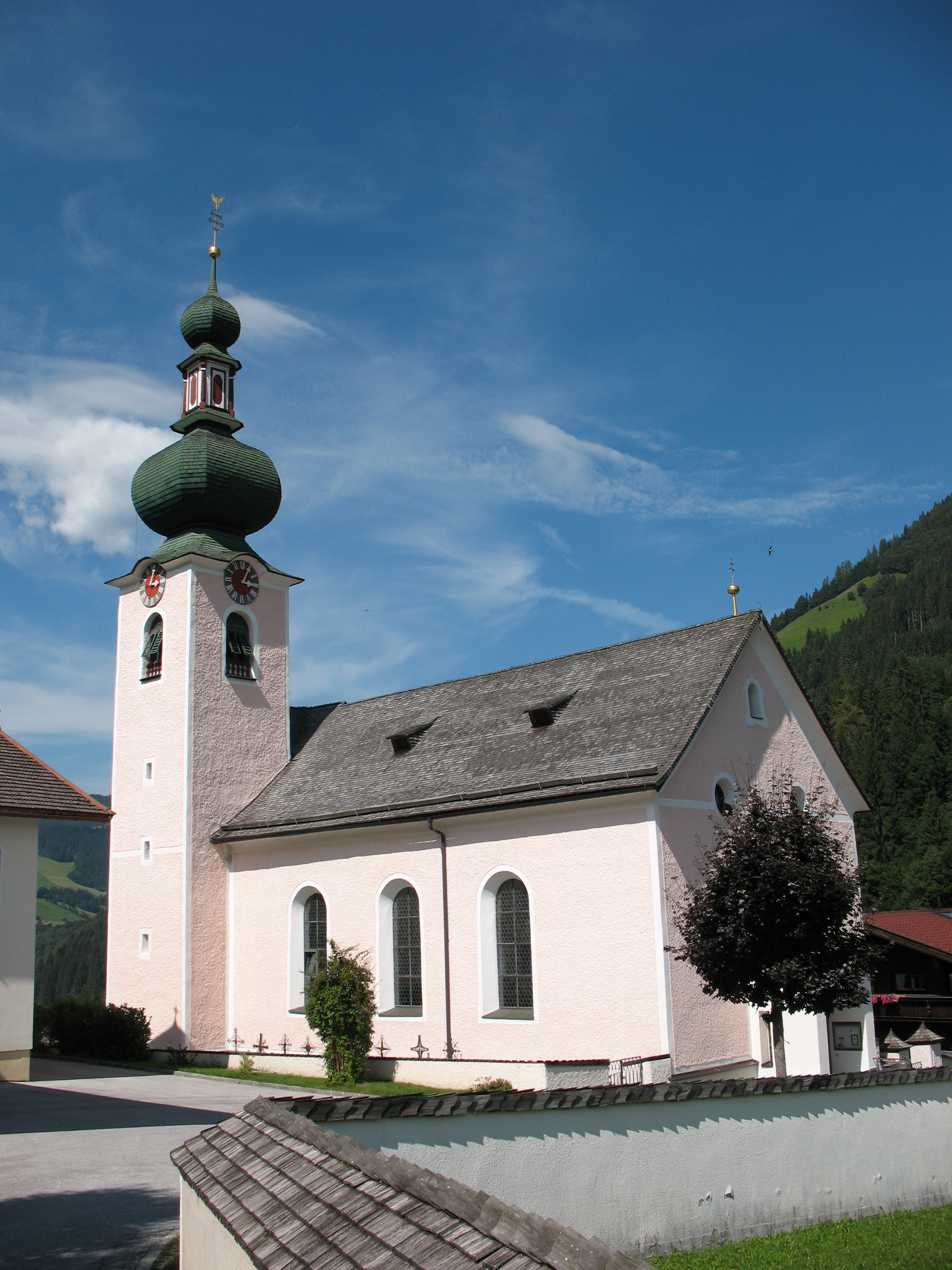
Katholische Pfarrkirche hl. Johannes Nepomuk in Auffach

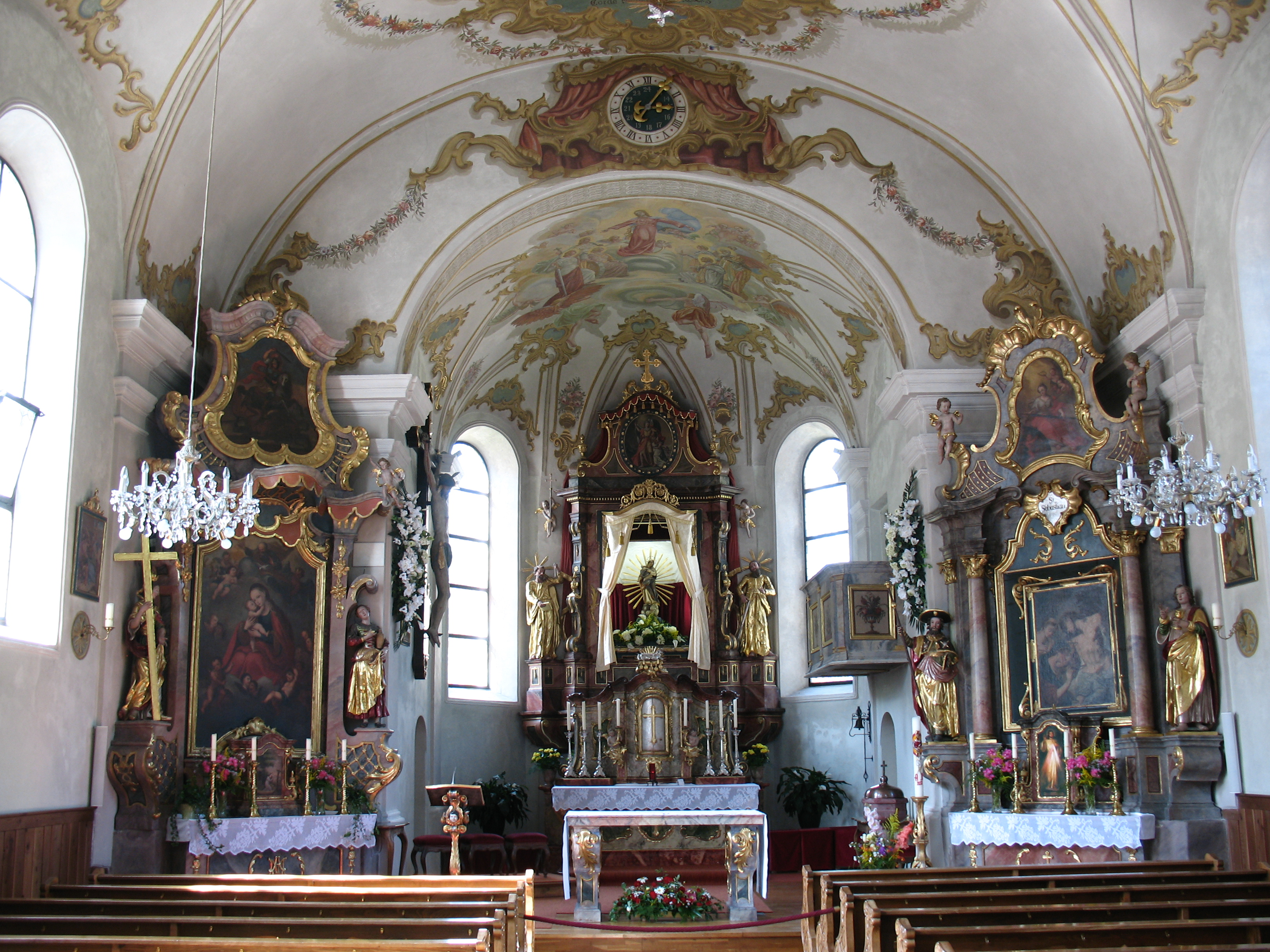
Langhaus, Blick zum Chor

Die  Pfarrkirche Auffach steht erhöht am westlichen Hang im Dorf Auffach in der Gemeinde Wildschönau im Bezirk Kufstein im Bundesland Tirol. Die dem Patrozinium hl. Johannes Nepomuk unterstellte römisch-katholische Pfarrkirche gehört zum Dekanat Reith im Alpbachtal in der Erzdiözese Salzburg. Die Kirche und der Friedhof stehen unter Denkmalschutz (Listeneintrag).

## Geschichte
Urkundlich bestand 1796 eine Kaplanei. Die Kirche wurde 1800/1801 durch den Baumeister Andre Hueber erbaut. 1839 wurde die Kirche geweiht und 1891 zur Pfarrkirche erhoben.

## Architektur
Der Kirchenbau mit einem Langhaus und einem eingezogenen halbkreisförmigen Chor und einem Nordturm ist von einem Friedhof umgeben. Der Turm hat rundbogige Schallfenster und trägt einen Zwiebelhelm mit einer Laterne.
Das Kircheninnere zeigt ein dreijochiges Langhaus unter einem Tonnengewölbe mit Stichkappen und die Wände mit Pilastern. Die Empore ist aus Holz. Der Triumphbogen ist rundbogig. Der einjochige Chor schließt mit einem Dreiachtelschluss. Die Deckenmalerei schuf Toni Kirchmayr 1925.

## Ausstattung
Den Hochaltar um 1800 schuf Anton Bichler, er zeigt das Hochaltarbild hl. Johannes Nepomuk gemalt von Franz Nikolaus Streicher, er trägt die Statuen Peter und Paul und zeigt im Auszugsbild den Schutzengel Raphael. Die Seitenaltäre sind aus dem dritten Viertel des 18. Jahrhunderts, links mit dem Bild Mariahilf und den Statuen Helena und Notburga, rechts mit dem Bild hl. Sebastian und den Statuen Rochus und Johannes Evangelist.
Eine Glocke nennt Gregor Löffler 1556.